# سفاجا
سفاجا، مدينة مصرية، تتبع محافظة البحر الأحمر إدراياً.
تحتوي سفاجا على العديد من القرى السياحية كما تعتبر متخصصة في التدريب على رياضة الغوص وفي إقامة مسابقات الصيد والعديد من الأنشطة السياحية الترفيهية. ويوجد في سفاجا عدد من الفنادق ومطاعم الأسماك المشهورة عالميا. وتتميز سفاجا بالرمال السوداء المفيدة في علاج بعض الأمراض الجلدية وأمراض المفاصل المزمنة كالصدفية والروماتويد.
إلى غير ذلك تعد سفاجا ميناء مصريا هاما في عمليات استيراد وتصدير البضائع والمعادن. كما أنها كميناء ذات أهمية كبيرة كذلك في نقل الأفراد إلى المملكة العربية السعودية، خاصة في موسم الحج، وذلك نظراً لقربها من سواحل المملكة.
كما تتميز سفاجا بجوها الساحر طول العام. وتمتاز أيضا بهدوء جميل على شواطئها لوجود جزيرة أمامها تجعلها بدون أمواج متلاطمة. بل تمتاز بمياه صافية رقراقه.
ويوجد في سفاجا مراكز غطس على مستوى عالي من الجودة لكثرة أماكن الغطس بها. ومن أشهرها شرم النجا القريب من الشاطئ على بعد 40 كم من الغردقة وبضعة كيلومترات شماليّ سفاجا. أكثر أجزاء الشعاب المرجانية ضحالة على عمق 4 أمتار فقط، مؤلفة من الشعاب النارية والشعاب المروحية. وتتنوع أصناف الأسماك والأخطبوط الضخم والصدف.

## التاريخ
توجد بالمدينة آثار على استخدام الفراعنة للميناء منذ 4.000 سنة. ومنه انطلقت رحلات إلى أرض البنط بالقرن الأفريقي.
تعتبر من أفضل الطرق الذي يربط بين مصر والمملكة العربية السعودية حيث أن المسافة بين ميناء سفاجا وميناء ضبا تستغرق 8 ساعات، ويوجد بالميناء قرية الحجاج لخدمة الحجاج وتسهيل رحلات الحج والعمرة من وإلى ميناء ضبا السعودي.
وتعد مدينة سفاجا أقرب مدن البحر الأحمر إلى محافظات وادي النيل حيث تبعد عن قنا بمسافة 160 كم.
تتميز مدينة سفاجا بتنوع أنشطتها فهي مشهورة بإنتاج الفوسفات وهي ميناء بحري ضخم يتم فيه تفريغ القمح واستقبال خام الألمونيوم والبضائع الأخرى ويعتبر الميناء من أهم منافذ مصر البحرية على قارة آسيا وله أهمية إستراتيجية كبيرة إلى ما حابته الطبيعة من مميزات لا تتوفر لأي ميناء آخر.

## الجغرافيا والسكان
تقع مدينة سفاجا في جنوب الغردقة ويبلغ طول شواطئها حوالي 60 كم. وقد تم إنشاء المدينة سنة 1911 مع اكتشاف الفوسفات. ومعظم أنشطة سكانها في الصناعة والتعدين والسياحة.

### التقسيم الإداري
تضم سفاجا قريتين رئيسيتين هما:
- قرية النصر: 85 كم طريق سفاجا - قنا. ويسكنها سكان الصحراء الأصليون.
- قرية أم الحويطات: 26 كم جنوب غرب سفاجا بجانب مناجم الفوسفات وهي محاطة بالجبال من كل جانب.

### المناخ
| البيانات المناخية لـسفاجا                                                               | البيانات المناخية لـسفاجا | البيانات المناخية لـسفاجا | البيانات المناخية لـسفاجا | البيانات المناخية لـسفاجا | البيانات المناخية لـسفاجا | البيانات المناخية لـسفاجا | البيانات المناخية لـسفاجا | البيانات المناخية لـسفاجا | البيانات المناخية لـسفاجا | البيانات المناخية لـسفاجا | البيانات المناخية لـسفاجا | البيانات المناخية لـسفاجا | البيانات المناخية لـسفاجا |
| الشهر                                                                                   | يناير                     | فبراير                    | مارس                      | أبريل                     | مايو                      | يونيو                     | يوليو                     | أغسطس                     | سبتمبر                    | أكتوبر                    | نوفمبر                    | ديسمبر                    | المعدل السنوي             |
| --------------------------------------------------------------------------------------- | ------------------------- | ------------------------- | ------------------------- | ------------------------- | ------------------------- | ------------------------- | ------------------------- | ------------------------- | ------------------------- | ------------------------- | ------------------------- | ------------------------- | ------------------------- |
| الدرجة القصوى °م (°ف)                                                                   | 33 (91)                   | 34 (93)                   | 38 (100)                  | 42 (108)                  | 43 (109)                  | 46 (115)                  | 46 (115)                  | 44 (111)                  | 43 (109)                  | 43 (109)                  | 35 (95)                   | 34 (93)                   | 46 (115)                  |
| متوسط درجة الحرارة الكبرى °م (°ف)                                                       | 21.9 (71.4)               | 22.7 (72.9)               | 26.1 (79.0)               | 28.1 (82.6)               | 31.7 (89.1)               | 33.8 (92.8)               | 34 (93)                   | 34.4 (93.9)               | 32.3 (90.1)               | 30.2 (86.4)               | 27 (81)                   | 23.4 (74.1)               | 28.8 (83.9)               |
| المتوسط اليومي °م (°ف)                                                                  | 16.3 (61.3)               | 16.8 (62.2)               | 20.4 (68.7)               | 22.5 (72.5)               | 26.2 (79.2)               | 28.6 (83.5)               | 29 (84)                   | 29.6 (85.3)               | 27.6 (81.7)               | 25.2 (77.4)               | 21.6 (70.9)               | 17.9 (64.2)               | 23.5 (74.2)               |
| متوسط درجة الحرارة الصغرى °م (°ف)                                                       | 10.7 (51.3)               | 11 (52)                   | 14.8 (58.6)               | 16.9 (62.4)               | 20.7 (69.3)               | 23.5 (74.3)               | 24.1 (75.4)               | 24.9 (76.8)               | 22.9 (73.2)               | 20.3 (68.5)               | 16.3 (61.3)               | 12.4 (54.3)               | 18.2 (64.8)               |
| أدنى درجة حرارة °م (°ف)                                                                 | 1 (34)                    | 0 (32)                    | 1 (34)                    | 8 (46)                    | 10 (50)                   | 12 (54)                   | 15 (59)                   | 13 (55)                   | 12 (54)                   | 11 (52)                   | 6 (43)                    | 3 (37)                    | 0 (32)                    |
| الهطول مم (إنش)                                                                         | 0 (0)                     | 0 (0)                     | 0 (0)                     | 0 (0)                     | 0 (0)                     | 0 (0)                     | 0 (0)                     | 0 (0)                     | 0 (0)                     | 1 (0.0)                   | 1 (0.0)                   | 0 (0)                     | 2 (0)                     |
| متوسط الأيام الممطرة                                                                    | 0                         | 0                         | 0                         | 0                         | 1                         | 0                         | 0                         | 0                         | 0                         | 0                         | 0                         | 0                         | 1                         |
| ساعات سطوع الشمس اليومية                                                                | 9                         | 10                        | 10                        | 10                        | 11                        | 12                        | 13                        | 12                        | 11                        | 10                        | 10                        | 9                         | 11                        |
| المصدر #1: Climate-Data.org (altitude: 18m), Weather2Travel for rainy days and sunshine |                           |                           |                           |                           |                           |                           |                           |                           |                           |                           |                           |                           |                           |
| المصدر #2: Voodoo Skies for record temperatures                                         |                           |                           |                           |                           |                           |                           |                           |                           |                           |                           |                           |                           |                           |